# Futbol'nyj Klub Dynamo Kyïv 2003-2004

## Stagione
La Dinamo Kiev, allenata da Oleksij Mychajlyčenko, vinse per l'undicesima volta il campionato ucraino. In coppa nazionale si arrese in semifinale al Dnipro ai calci di rigore. In Champions League il cammino dei bianco-blu si concluse ai gironi.

## Rosa
| N. |                                | Ruolo | Calciatore            |
| -- | ------------------------------ | ----- | --------------------- |
| 1  | Ucraina (bandiera)             | P     | Oleksandr Šovkovs'kyj |
| 21 | Ucraina (bandiera)             | P     | Vitalij Reva          |
| 4  | Ucraina (bandiera)             | D     | Oleksandr Holovko     |
| 6  | Ucraina (bandiera)             | D     | Jurij Dmytrulin       |
| 19 | Ucraina (bandiera)             | D     | Oleksandr Jacenko     |
| 30 | Marocco (bandiera)             | D     | Badr El Kaddouri      |
| 26 | Ucraina (bandiera)             | D     | Andrij Nesmačnyj      |
| 32 | Serbia e Montenegro (bandiera) | D     | Goran Gavrančić       |
| 13 | Serbia e Montenegro (bandiera) | D     | Goran Sablić          |
| 5  | Brasile (bandiera)             | D     | Alessandro            |
| 3  | Ucraina (bandiera)             | D     | Serhij Fedorov        |
| 24 | Serbia e Montenegro (bandiera) | C     | Perica Ognjenović     |
| 84 | Lituania (bandiera)            | C     | Edgaras Česnauskis    |
| 37 | Nigeria (bandiera)             | C     | Ayila Yussuf          |
| 11 | Bulgaria (bandiera)            | C     | Georgi Peev           |
| 20 | Ucraina (bandiera)             | C     | Oleh Husjev           |
| 2  | Bielorussia (bandiera)         | C     | Aljaksandr Chackevič  |

| N. |                        | Ruolo | Calciatore                 |
| -- | ---------------------- | ----- | -------------------------- |
| 7  | Croazia (bandiera)     | C     | Jerko Leko                 |
| 14 | Ucraina (bandiera)     | C     | Ruslan Rotan'              |
| 88 | Ucraina (bandiera)     | C     | Oleksandr Alijev           |
| 17 | Romania (bandiera)     | C     | Tiberiu Ghioane            |
| 27 | Ucraina (bandiera)     | C     | Andrij Husin               |
| 15 | Brasile (bandiera)     | C     | Diogo Rincón               |
| 9  | Ucraina (bandiera)     | C     | Oleksandr Melaščenko       |
| 8  | Bielorussia (bandiera) | C     | Valjancin Bjal'kevič       |
| 10 | Romania (bandiera)     | C     | Florin Cernat              |
| 22 | Ucraina (bandiera)     | C     | Denys Onyščenko            |
| 9  | Brasile (bandiera)     | C     | Kléber                     |
| 16 | Uzbekistan (bandiera)  | A     | Maksim Shatskix (capitano) |
| 29 | Bielorussia (bandiera) | A     | Sjarhej Karnilenka         |
| 18 | Argentina (bandiera)   | A     | Roberto Nanni              |
| 25 | Ucraina (bandiera)     | A     | Arcëm Mileŭski             |
| 23 | Lettonia (bandiera)    | A     | Māris Verpakovskis         |
| 33 | Ucraina (bandiera)     | C     | Ruslan Bidnenko            |

## Statistiche

### Statistiche di squadra
| Competizione     | Punti | Totale | Totale | Totale | Totale | Totale | Totale | DR  |
| Competizione     | Punti | G      | V      | N      | P      | Gf     | Gs     | DR  |
| ---------------- | ----- | ------ | ------ | ------ | ------ | ------ | ------ | --- |
| Vyšča Liha       | 73    | 30     | 23     | 4      | 3      | 68     | 20     | +48 |
| Coppa d'Ucraina  | -     | 7      | 6      | 0      | 1      | 25     | 2      | +23 |
| Champions League | 7     | 8      | 4      | 1      | 3      | 13     | 9      | +4  |
| Totale           | -     | 45     | 33     | 5      | 7      | 106    | 31     | +75 |